# Rolls Royce Silver Shadow
El Rolls Royce Silver Shadow és un automòbil de luxe de la marca Britànica que va ser produït des 1965 fins a 1980, també és el vehicle Rolls Royce més produït per la companyia. Mesura 5170 mm i pesa 4700 lliures, tenia un preu base de 19700 dòlars el silver shadow base produir gairebé 16000 unitats, moltes considerant-ne el preu. El vehicle compta amb un motor de 174 cavalls de força des de 1965 fins a 1969 i va passar a un 189 en els anys posteriors.